# FIRA European Sevens 2006
Navigation
FIRA European Sevens 2004 FIRA European Sevens 2007
Le FIRA European Sevens 2006 est la cinquième édition de la plus importante compétition européenne de rugby à sept. Elle se déroule à l'été 2006 et est organisée par la FIRA-AER. La finale voit la victoire du Portugal 19 à 7 sur la Russie.